# Сьюзі О'Нілл
Сьюзі О'Нілл (англ. Susie O'Neill, 2 серпня 1973) — австралійська плавчиня.
Олімпійська чемпіонка 1996, 2000 років, призерка 1992 року.
Чемпіонка світу з водних видів спорту 1998 року, призерка 1991, 1994 років.
Чемпіонка світу з плавання на короткій воді 1993, 1995 років.
Переможниця Пантихоокеанського чемпіонату з плавання 1991, 1995, 1997, 1999 років, призерка 1993 року.
Переможниця Ігор Співдружності 1990, 1994, 1998 років.